# Case Construction Equipment
Case Construction Equipment (conhecida como CASE Construction Equipment, comumente referida simplesmente como CASE ou CASE CE ) é uma marca de equipamentos de construção da CNH Industrial. A CASE produz equipamentos de construção, incluindo escavadoras, mini-escavadoras, motoniveladoras, pás carregadoras de rodas, mini pás carregadoras, bulldozers e retroescavadoras.

## Origem

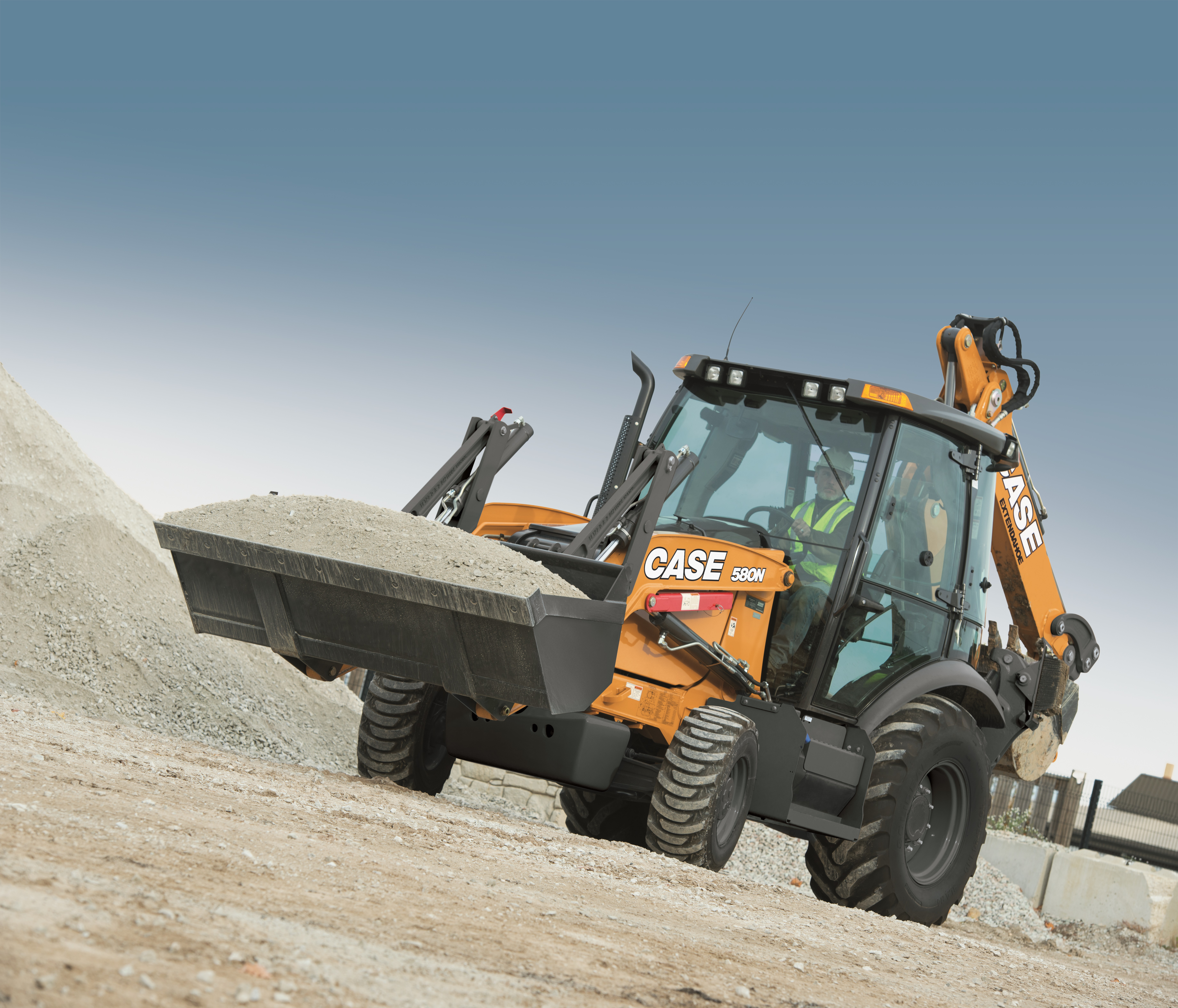
Retroescavadora CASE 580N

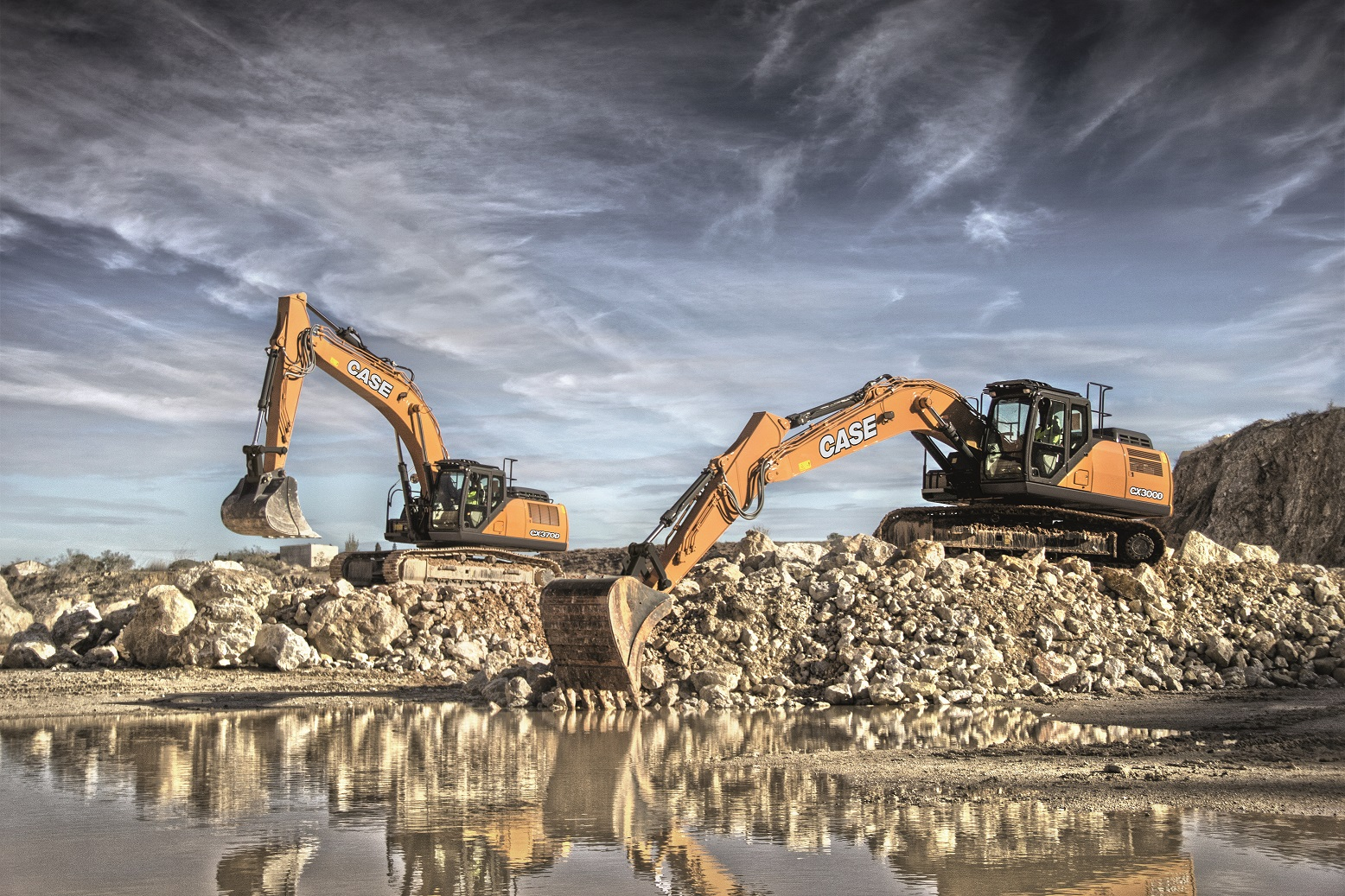
Escavadoras de rastos CASE CX300D e CX370D

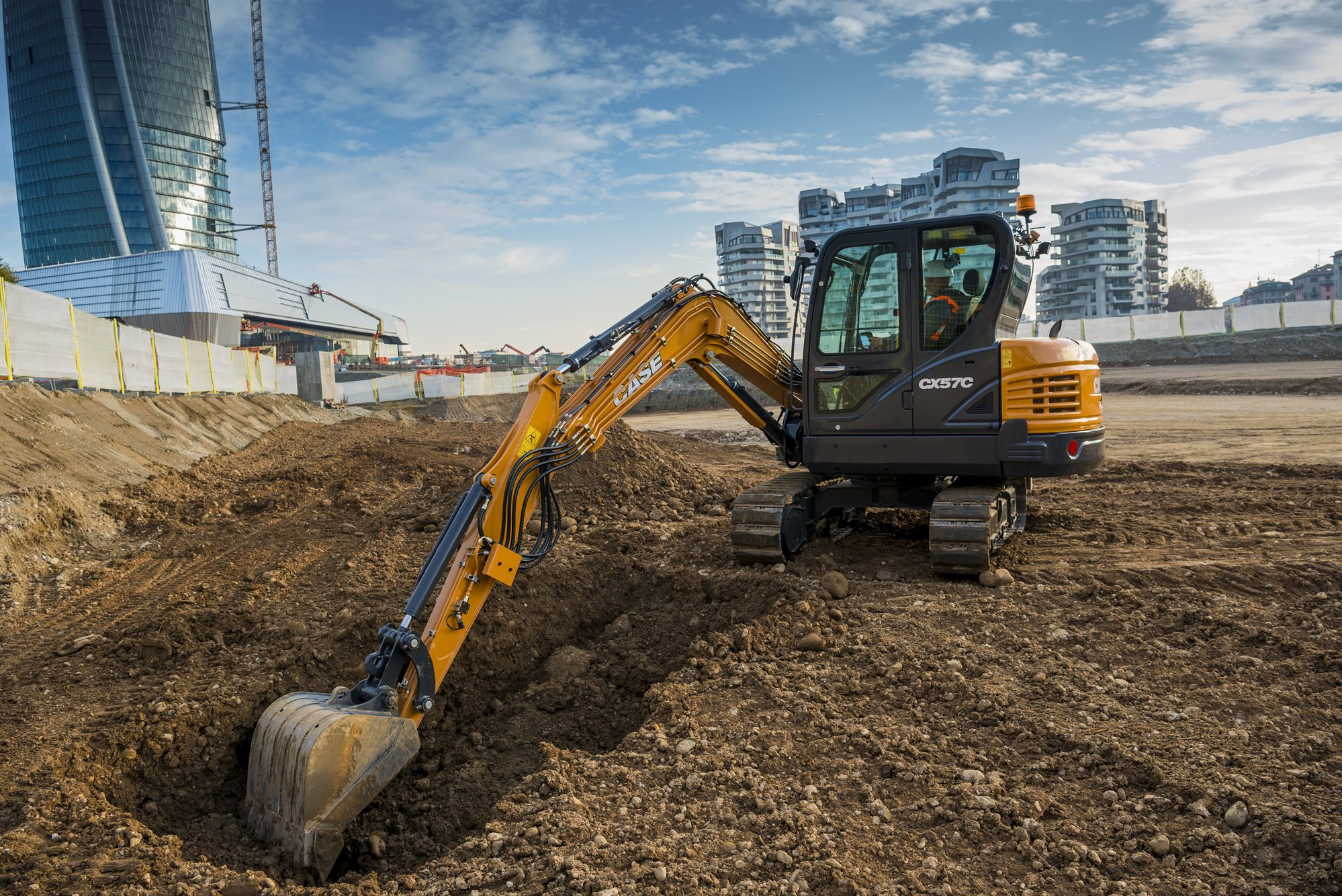
Mini-escavadeira CASE CX37C

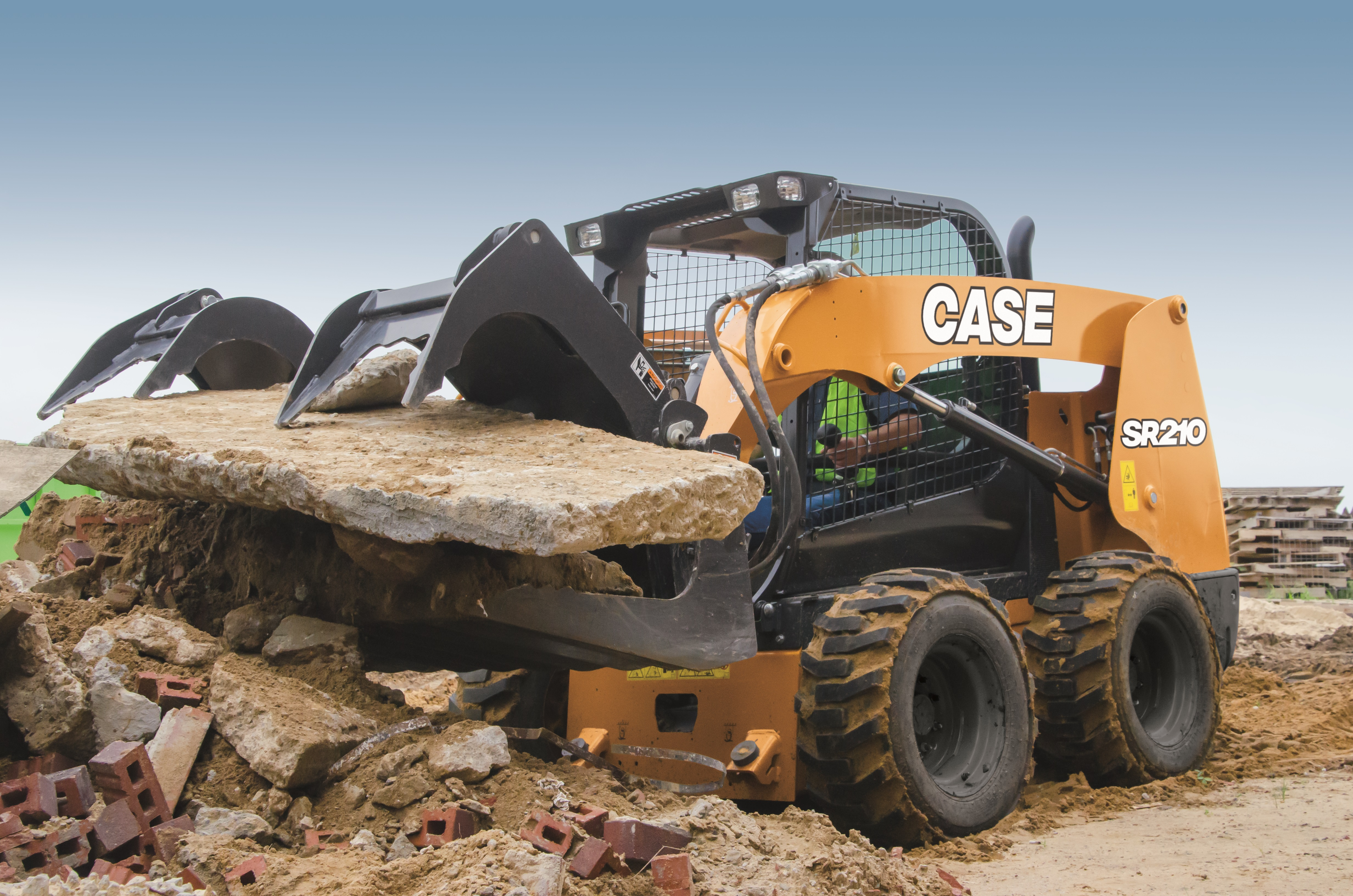
Mini Pá Carregadora de Rodas CASE SR210

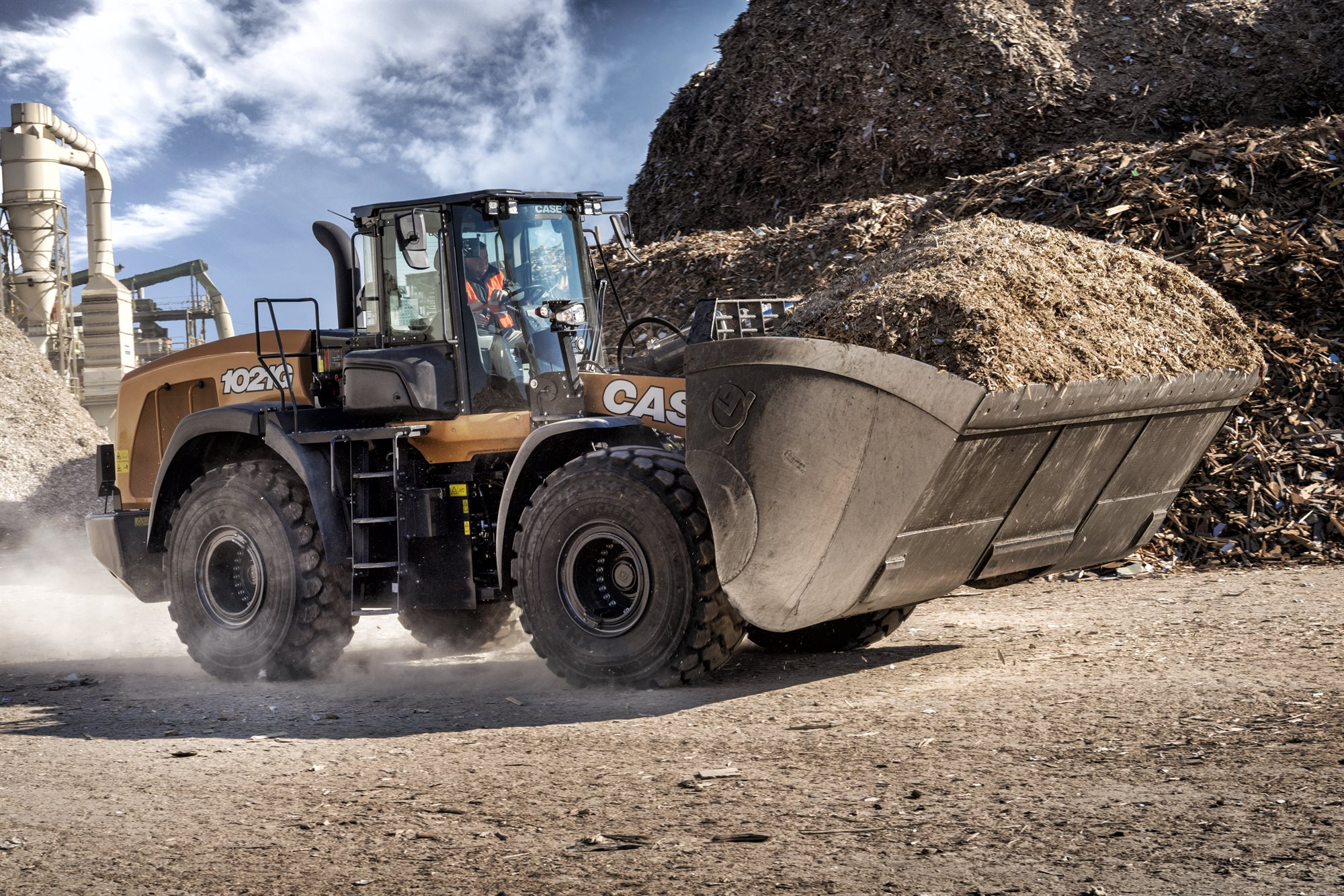
Pás Carregadoras de rodas CASE 1021G

O inventor Jerome Increase Case (nascido em 1819) fundou a CASE  Racine Threshing Machine Works em Racine, Wisconsin, no ano de 1842, com o objetivo de construir máquinas debulhadoras. Mais tarde, a empresa ganhou reconhecimento mundial como a primeira construtora de motores a vapor para uso agrícola, tornando-se o maior fabricante de motores a vapor do mundo.
A sua primeira máquina a vapor portátil foi criada em 1876 e está em exibição no Smithsonian Institution.
Por volta de 1912, a Case estabeleceu-se na indústria de equipamentos para construção como fabricante de equipamentos para construção de estradas, tais como rolos compactadores a vapor e motoniveladoras.
A empresa construiu seu negócio no ramo de equipamentos de construção através de várias aquisições, iniciando com a American Tractor Corporation em 1957.
Em 1957, a CASE fabricou a retroescavadora 320 Construction King. Desde 1969, a CASE começou a fabricar mini pás carregadoras, começando em Burlington, Iowa e, posteriormente, movendo a produção para Wichita.

## História recente
Em meados de 1990, a CASE expandiu-se para se tornar o fabricante mundial líder de equipamentos de gama baixa na área da construção.
A empresa evoluiu para a Case Corporation, que se fundiu com a New Holland em 1999 para se tornar na CNH Global, que em 2011 se tornou CNH Industrial .
- 2005 : A CASE produziu a sua 500.000ª retroescavadora e em 2010 a sua 250.000ª mini pá carregadora.[8][3]
- 2016 : A CASE lançou a nova linha de pás carregadoras de rodas da série G que consistiu em sete novos modelos da 521G à 1121G.[9]
- 2017 : No seu 175º ano de atividade, a CASE anunciou que a sua fábrica em Wichita produziu a sua 300.000ª mini pá carregadora.[10]
- 2017 : Na Conexpo-Con / Agg 2017, a CASE lançou a escavadora CX750D.[11]

Em maio de 2017, de acordo com a Trade Arabia, a CASE "comercializa uma linha completa de equipamentos de construção em todo o mundo, incluindo as retroescavadoras líderes de mercado, escavadoras, motoniveladoras, pás carregadoras de rodas, bulldozers e mini pás carregadoras."

## Produtos
A CASE foi a primeira empresa a apresentar a retroescavadora integrada de fábrica. Em fevereiro de 2017, a empresa lançou uma retroescavadora atualizada na Europa, que atende aos regulamentos de emissões do Estágio IV / Tier 4 Final.
Em 2017, a CASE apresentou a Escavadora CX750D, a 'maior e mais poderosa máquina da linha de escavadoras CASE', de acordo com o Guia de Equipamentos de Construção.
A CASE também produz mini-escavadoras
A CASE constrói e comercializa pás carregadoras compactas usadas em projetos de construção. Essas carregadoras são pequenas em tamanho e movidas a motor com braços de elevação e equipadas com ferramentas que economizam trabalho. As mini pás carregadoras de rodas CASE são fabricadas em Wichita, Kansas.
As pás carregadoras de rodas CASE são utilizadas na construção e movimentação de terras, bem como em trabalhos agrícolas, principalmente em laticínios e confinamentos onde é necessária a movimentação de grandes quantidades de material.